# 스테이시 오그먼

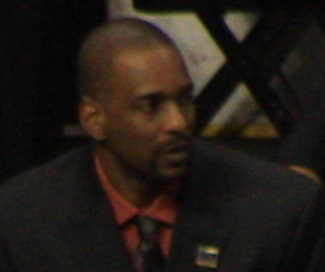

스테이시 오그먼(영어: Stacey Augmon, 1968년 8월 1일 ~ )은 미국의 전 농구 선수이자 전 전주 KCC 이지스의 전 감독이다.